# الدوري السوداني للسيدات

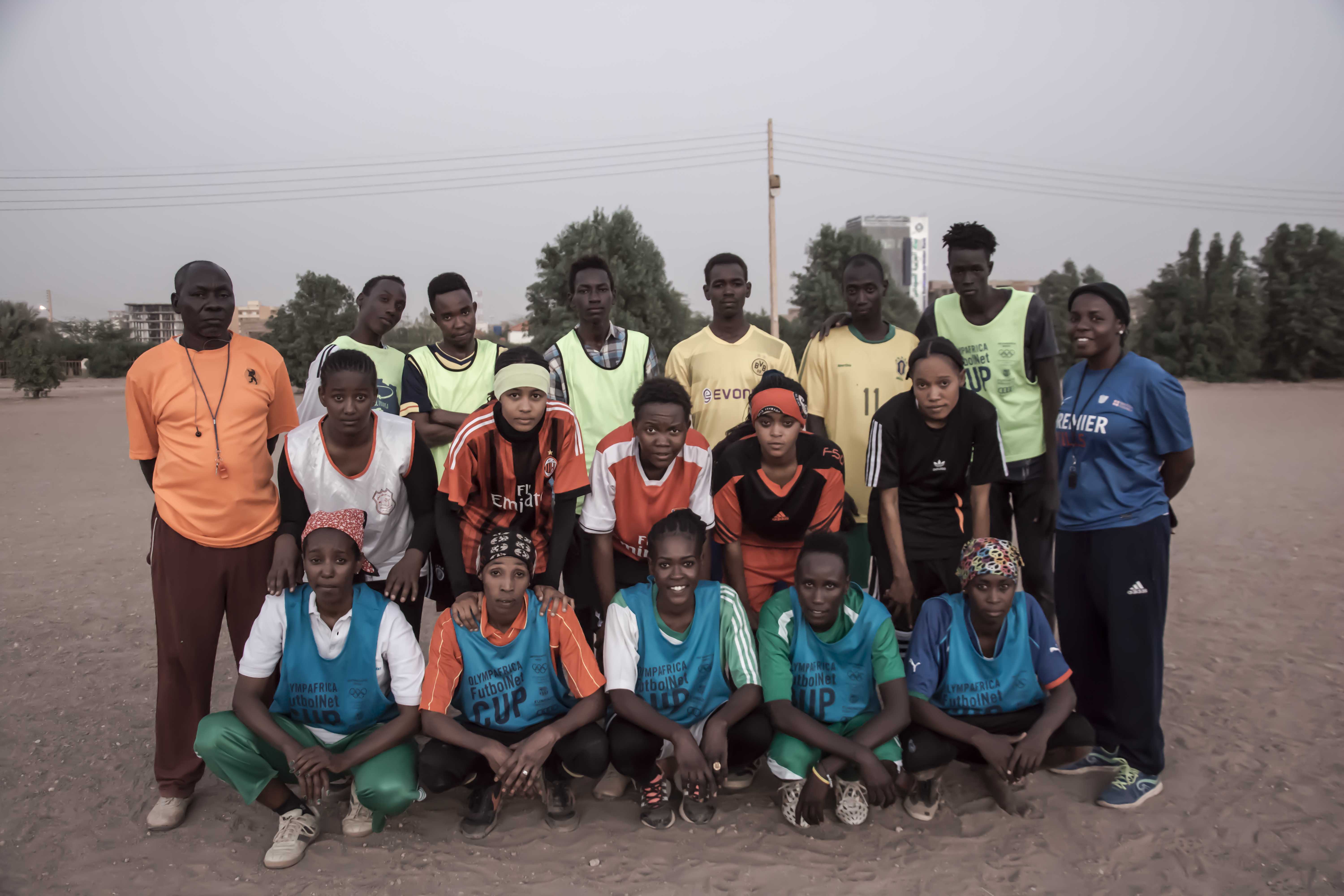
فريق التحدي السوداني

الدوري السوداني للسيدات أو دوري كرة القدم السوداني للسيدات هو بطولة كرة قدم نسائية، ويتم تنظيمه سنوياً بواسطة الاتحاد السوداني لكرة القدم.
إلى تاريخ 2017م لم يعرف السودان قيام دوري سوداني نسائي لكرة القدم على الرغم من ظهور فرق كرة قدم نسائية منذ زمن بعيد مثل فريق نادي الهلال السوداني النسائي لكرة القدم ومؤخرا فريق التحدي الذي شارك في دورة ودية بألمانيا ولكن كل هذه المشاركات تمت بصورة منفردة.

## انطلاق أول دوري نسائي سوداني لكرة القدم

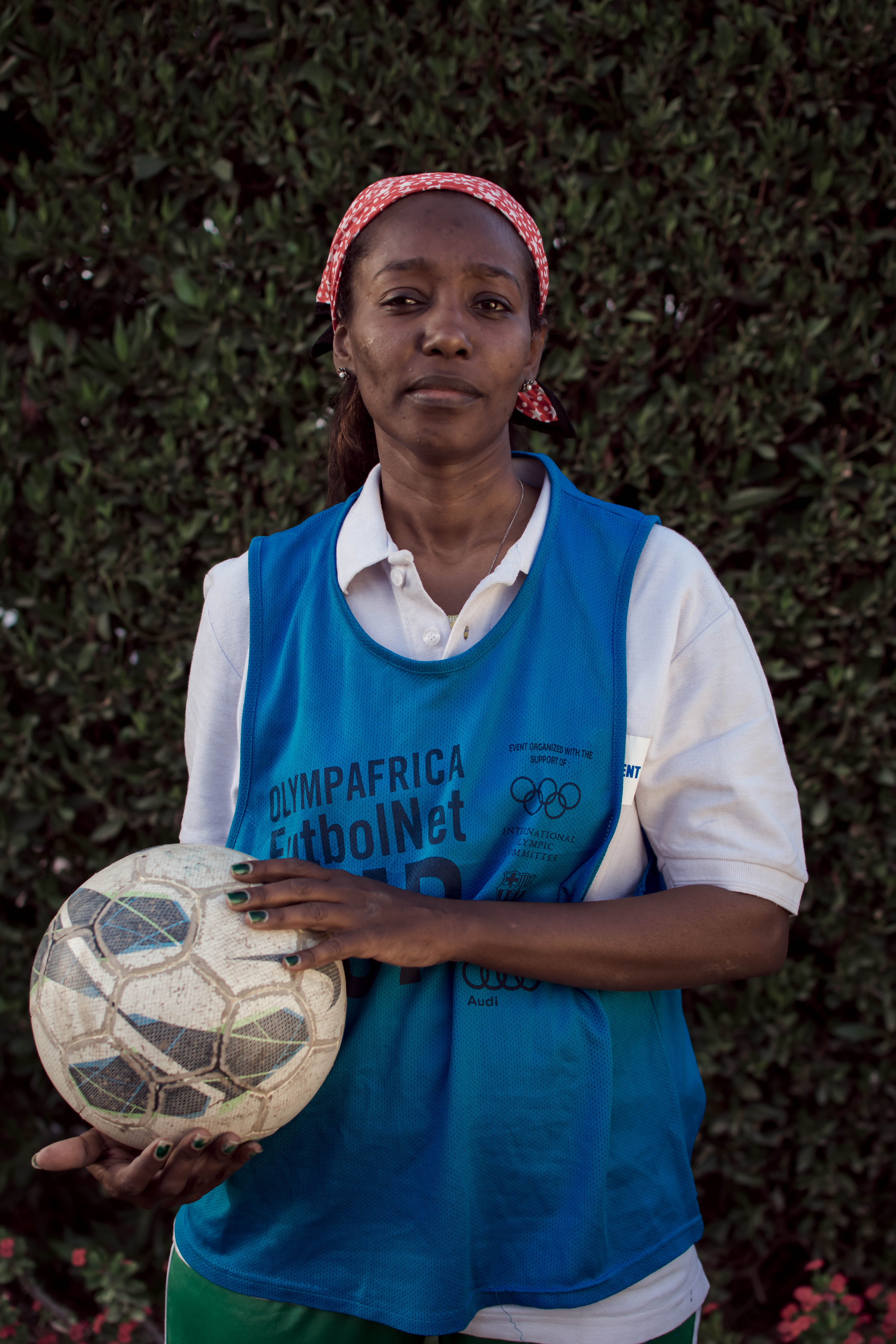
لاعبة فريق التحدي السوداني

في يوم الاثنين الموافق 10 يناير عام 2019م شهد السودان افتتاح أول بطولة كرة قدم نسائية في السودان  بتنظيم من الاتحاد السوداني لكرة القدم وبرعاية كريمة من وزيرة الشباب الرياضة م/ولاء البوشي وكانت المباراة الافتتاحية بين فريقي التحدي والدفاع وقد شهد الافتتاح مئات من المشجعين وعدد مقدر من الدبلوماسيين والإعلاميين وبتشريف وحضور وزيرة الشباب والرياضة.

## عدد الفرق المشاركة في البطولة
يشارك في البطولة عدد 22 فريقا تم تقسيمهم لأربعة مجموعات وهي مجموعة الخرطوم ومدني والأبيض وكادقلي ويتأهل من كل مجموعة فريقين للمرحلة التالية.

## تحكيم الدوري
وكانت قد ذكرت رئيسة لجنة لجنة كرة القدم السودانية ميرفت امين بان هنالك 24 حكم من العنصر النسائي مدربات لإدارة المباريات وبعضن يحملن الشارة التحكيم الدولية.

## التحديات
أكبر التحديات التي واجهت الدوري بعد الافتتاح مباشرة حيث تعالت الكثير من الأصوات المتشددة التي ترى أن لبس اللاعبات يتنافى مع لوائح واحكام الدين الإسلامي والعادات والتقاليد السودانية وشنوا هجوماََ كبيرا علي وزيرة الشباب والرياضة والتي أعلنت لاحقًا كرد فعل لهذا الهجوم أن المدرجات ستكون مفتوحة للنساء فقط مع منع بث المباريات على أي من وسائل الإعلام الرقمية.

## سجل الأبطال
- 2019: الدفاع
- 2020: الدفاع
- 2022: التحدي